# Википедија на јаванском језику
Википедија на јаванском језику је верзија Википедије на јаванском језику, слободне енциклопедије, која данас има 74.514 чланака и заузима на листи Википедија 66. место.